# Metaphradmon tortrix
Metaphradmon tortrix är en insektsart som beskrevs av Ronald Gordon Fennah 1950. Metaphradmon tortrix ingår i släktet Metaphradmon och familjen vedstritar. Inga underarter finns listade i Catalogue of Life.